# Dennis Johnsen (E-Sportler)

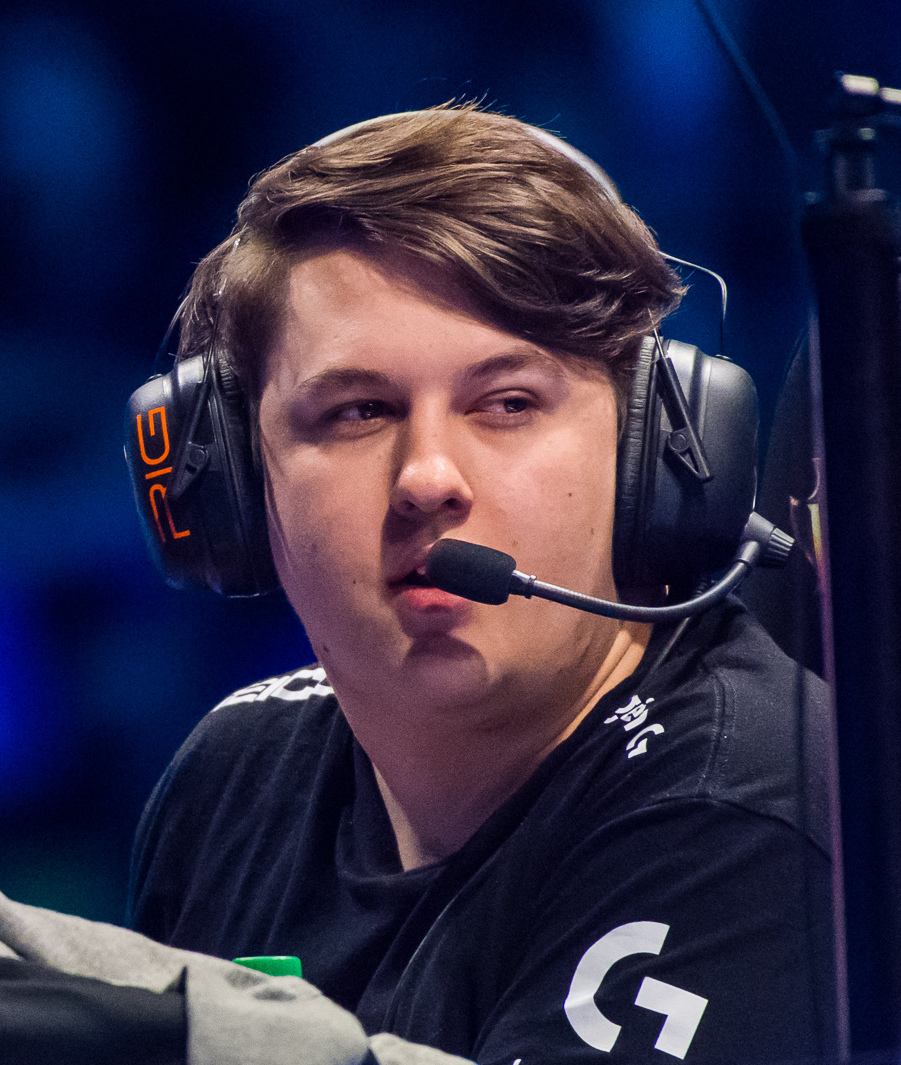
Svenskeren (2016)

Dennis Johnsen (* 2. Januar 1996), besser bekannt unter seinem Spielernamen Svenskeren, ist ein dänischer League-of-Legends-Spieler, der derzeit als Jungler für Evil Geniuses spielt. Zuvor spielte er auch für Cloud 9, SK Gaming, Supa Hot Crew, Ninjas in Pyjamas, Copenhagen Wolves und Team SoloMid.

## Sportliche Erfolge
Top-3-Platzierungen seit 2015:
- Rang 2 Riot League Championship Series 2019 Summer (Team: Cloud9)
- Rang 3–4 Riot League Championship Series 2019 Spring (Team: Cloud9)
- Rang 3–4 League of Legends 2018 World Championship (Team: Cloud9)
- Rang 2 Riot North American League Championship Series 2018 Summer (Team: Cloud9)
- Rang 1 NA Academy League Summer 2018 (Team: Cloud9 Academy)
- Rang 1 Riot North American League Championship Series 2017 Summer (Team: SoloMid)
- Gewinner Rift Rivals 2017 - NA vs EU (Team: Solo Mid)
- Rang 1 Riot North American League Championship Series 2017 Spring (Team: SoloMid)
- Rang 3–4 Intel Extreme Masters Season XI (2016, Team: SoloMid)
- Rang 1 Riot North American League Championship Series 2016 Summer (Team: SoloMid)
- Rang 2 Riot North American League Championship Series 2016 Spring (Team: SoloMid)
- Rang 3–4 Intel Extreme Masters Season X (2015, Team: SoloMid)

## Kontroversen
Während der Gruppenphase der League-of-Legends-Weltmeisterschaft 2014 in Taiwan registrierte Svenskeren ein Konto namens „TaipeiChingChong“ auf den Garena-Servern und wurde anschließend von Riot Games wegen Rassismus mit einer Geldstrafe belegt und suspendiert. Der Vorfall wurde auch von der taiwanesischen Ausgabe der Zeitung Apple Daily kritisiert. SK Gaming belegte schließlich den 11. Rang.
Team SoloMid war in einen Streit mit H2k-Gaming über den Vertrag von Svenskeren verwickelt, da beide Seiten behaupteten, ihn zuerst unter Vertrag genommen zu haben. Schließlich unterschrieb er bei Team SoloMid und ersetzte Lucas „Santorin“ Larsen als Jungler.